# Jon Ander Insausti
Jon Ander Insausti Irastorza (né le 13 décembre 1992 à Mutiloa au Pays basque) est un coureur cycliste espagnol. Ses cousins Ion et Gorka Izagirre sont également cyclistes professionnels.

## Biographie
Jon Ander Insausti naît le 13 décembre 1992 à Mutiloa au Pays basque en Espagne.
Vainqueur de plusieurs championnats régionaux de contre-la-montre, c'est aussi un spécialiste du cyclo-cross. Il est notamment devenu champion d'Espagne de cyclo-cross juniors en 2010 et espoirs en 2011.
Fin octobre 2014, il est pressenti de rejoindre une nouvelle équipe continentale basque fondée par l'ancien coureur Jon Odriozola, nommée Murias Taldea. Il en sera effectivement membre à partir de 2015.

## Palmarès sur route

### Palmarès amateur
- 2010[1]
  - Champion du Guipuscoa du contre-la-montre juniors
  - 3e du championnat du Pays basque du contre-la-montre juniors
- 2011
  - 3e du Mémorial José María Anza
- 2012
  - Champion du Pays basque du contre-la-montre espoirs
  - 1re étape du Tour de Ségovie
  - Antzuola Saria
  - San Roman Saria
  - 2e du Mémorial José María Anza
  - 2e de la Prueba Loinaz
  - 3e de la Subida a Altzo
- 2013
  - Champion du Pays basque du contre-la-montre
  - Laukizko Udala Saria (contre-la-montre par équipes)
  - 2e du championnat du Guipuscoa du contre-la-montre espoirs
  - 2e de la Subida a Altzo
  - 3e du Mémorial Gervais
- 2014
  - Champion du Pays basque du contre-la-montre espoirs
  - Champion de Guipuscoa du contre-la-montre espoirs (Mémorial Gervais)
  - Prueba Loinaz
  - Andra Mari Sari Nagusia

### Palmarès professionnel
- 2015
  - 2e de Cholet-Pays de Loire
- 2017
  - 8e étape du Tour du Japon

### Classements mondiaux
| Année           | 2015 | 2016 | 2017   |
| --------------- | ---- | ---- | ------ |
| UCI World Tour  |      |      | 417e   |
| UCI Asia Tour   |      |      | 336e   |
| UCI Europe Tour | 268e |      | 1 870e |

## Palmarès en cyclo-cross
- 2009-2010
  -  Champion d'Espagne de cyclo-cross juniors
- 2010-2011
  -  Champion d'Espagne de cyclo-cross espoirs
- 2013-2014
  - 2e du championnat d'Espagne de cyclo-cross espoirs
  - 3e du championnat du Pays basque de cyclo-cross espoirs